# Самоподъёмная буровая установка

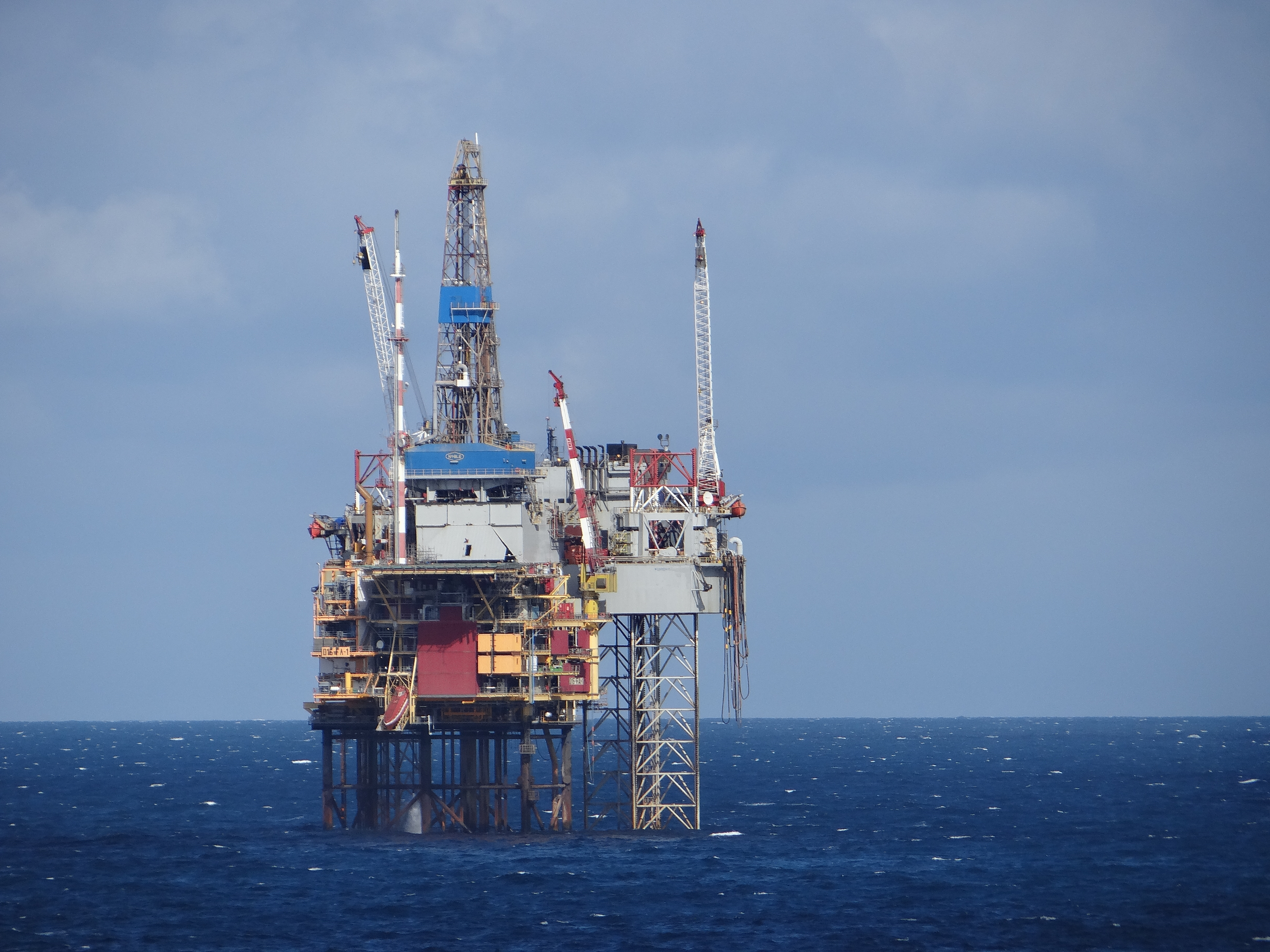
Самоподъёмная буровая установка в Северном море

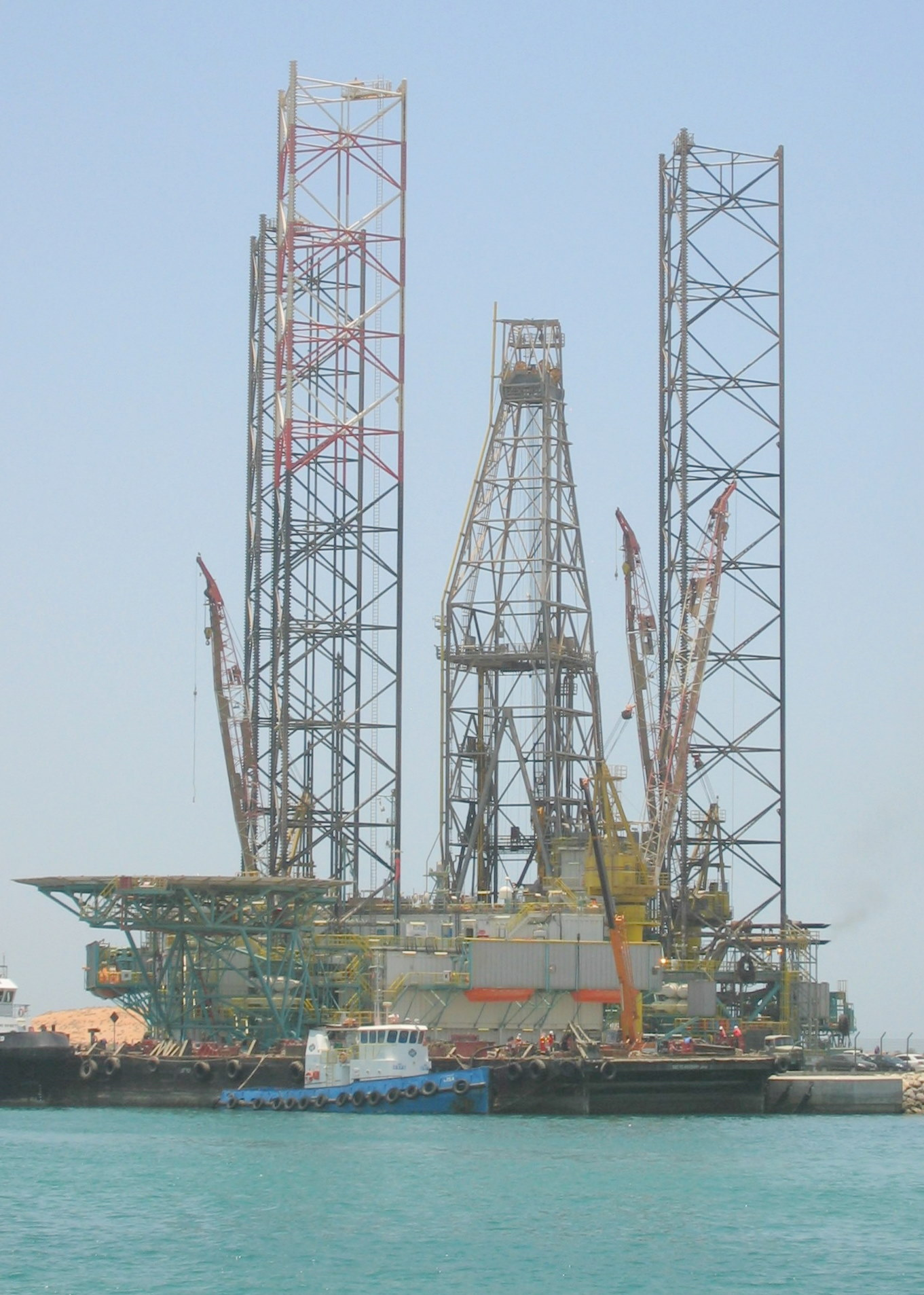
Самоподъёмная буровая установка в порту Абу-Даби

Самоподъёмная буровая установка (СПБУ) — установка для бурения, которая в рабочем состоянии поднимается над поверхностью моря на колоннах, опирающихся на грунт. Колонны способны двигаться вертикально относительно основного корпуса (понтона). 

## Классификация по форме понтона
1. По количеству опорных колонн
2. По конструкции колонн и их форме поперечного сечения
3. По конструктивному оформлению нижней части колонн
4. По виду подъёмного механизма
5. По расположению буровой вышки[1].

## История
Идея о построении плавучего по опорам корпуса была предложена в 1870 году, когда американец Сэмюэл Льюис зарегистрировал патент на аппарат подводного бурения. Практическое применение подобных конструкций было осуществлено в ходе Второй мировой войны при высадке в Нормандии в 1944 году, когда шотландской верфью «Лобниц» (Lobnitz) были изготовлены плавающие доки. Один из военных инженеров, участник тех событий полковник Леон ДеЛонг после войны основал собственную компанию, занявшись разработкой буровых платформ.
Именно по проекту ДеЛонга в США в 1953 году была построена первая самоподъёмная плавучая буровая установка.

## Принцип работы
Во время транспортировки снимается верхняя секция опор и устанавливается на палубе, этот процесс увеличивает устойчивость без увеличения размеров понтона и уменьшает динамические нагрузки на опоры. Во время размещения буровой установки на месте бурения, на палубе устанавливаются специальные подъёмно-монтажные устройства для монтажа верхних секций. Длительная остановка на одной точке бурения приводит к эрозии грунта под одной из колонн, что приводит к её наклонению. Угол наклонения крена понтона не должен превышать 1°, так как понтон может заклинить в колонне.